# Carol Klein
Carol Ann Kleinová VMH (* 24. června 1945 Walkden, Lancashire) je anglická zahradnice, která působí také jako televizní moderátorka a novinová publicistka.
V červenci 2023 byla jmenována Royal Horticultural Society ikonou zahradnictví pro rok 2023.

## Život
Kleinová se narodila v roce 1945 ve Walkdenu v hrabství Lancashire, navštěvovala gymnázium Worsley Wardley, ale v 15 letech školu opustila. V rozhovoru pro Lancashire Life v roce 2014 vzpomínala: „Myslím, že jsem byla docela blízko tomu, aby mě vyhodili. Milovala jsem umění a biologii, ale tehdy jste si museli vybrat mezi dvěma předměty. Byla jsem z toho otrávená.“ Chtěla studovat uměleckou školu, ale její otec byl proti, a tak si našla práci jako prodavačka v obchodním domě Kendal Milne v Manchesteru. Její láska k zahradničení byla zčásti inspirována dědečkem, jehož pozemek ráda obdělávala, a zčásti matkou.
Kleinová se původně vyučila krásnému umění a mnoho let vyučovala umění na školách a univerzitách. Po třinácti letech se přestěhovala z Londýna do Devonu, kde založila rostlinnou školku v Glebe Cottage (Glebe Cottage Plants). Vystavovala na více než dvě stě výstavách Royal Horticultural Society (RHS) a v roce 1990 začala vystavovat na každoroční Chelsea Flower Show, kde získala šest zlatých medailí.

## Televize a pořady
Kleinová debutovala v televizi v pořadu Gardeners' World v roce 1989 a od té doby uvádí další zahradnické pořady, například Real Gardens a Open Gardens. Mezi její projekty patří Life in a Cottage Garden with Carol Klein (Život na zahradě s Carol Kleinovou), který sledoval rok života Kleinové na zahradě Glebe Cottage v severním Devonu, a Grow Your Own Veg (Vypěstujte si vlastní zeleninu). Každý týden se pořad věnoval jiné skupině plodin nebo technikám vhodným pro domácí zahradničení. Oba pořady byly natočeny pro BBC Two. Od roku 2005 je stálou moderátorkou pořadu Gardeners' World.
Kleinová je popisována jako osoba s „povětrností ošlehanou tváří, přímým vystupováním a ovocným přízvukem – hlavně z rodného Manchesteru, ale s nádechem západní země.“
V roce 2013 byla společnou moderátorkou dvou epizod pořadu BBC Great British Garden Revival.
V březnu 2023 vyhlásila RHS Kleinovou ikonou zahradnictví pro rok 2023 a vyzvala ji, aby vytvořila zahradu na zahradním festivalu v Hampton Court Palace Garden Festival mezi 4. a 9. červencem. Velvyslankyně RHS Kleinová uvedla: „Je velmi lichotivé, že jsem byla jmenována Ikonickým zahradnickým hrdinou RHS. Vždycky jsem milovala přírodu, rostliny a zahradničení a mám štěstí, že se mi podařilo vybudovat kariéru na základě své vášně. Tato výzva mě opravdu nadchla a těším se na názory návštěvníků. Během výstavy hodlám být na zahradě co nejčastěji, abych si s návštěvníky mohla popovídat o tom, jak množit, a diskutovat o naší společné lásce k rostlinám.“ Její výstavní zahrada na festivalu byla rozdělena do šesti hlavních biotopů: mokřad, les, živý plot, louka, exponované hory a mořské pobřeží a malý zeleninový záhon. Řekla: „Zdá se, že moje představy o zahradničení s přírodou odrážejí způsob, jakým většina lidí ráda zahradničí. A možná mě chtějí poslouchat, protože umím dobře mluvit! Umím přednést myšlenku a doufám, že lidi nadchnu: pro mě to jinak nemá smysl. Doufám, že tato výstavní zahrada to dokáže.“
V květnu 2024 byla spolumoderátorkou zpravodajství BBC z květinové výstavy Chelsea Flower Show.

## Osobní život
Kleinová je vdaná s Neilem Kleinem a má dvě dcery, Annie a Alici. Annie žije v Kalifornii a Alice žije v Lewishamu a má dvě děti. V roce 2011 Kleinová po sporu se sousedem zavřela svou školku, která sídlila v jejím domě v Chittlehamholtu nedaleko Umberleighu v Devonu.
V roce 2016 byla v anketě časopisu Yorkshire Women's Life Magazine zvolena nejoblíbenější zahradnicí národa před svým kolegou z pořadu Gardener's World Montym Donem.
V březnu 2018 Kleinová obdržela od Královské zahradnické společnosti Victoria Medal of Honour (Viktoriinu čestnou medaili).
V květnu 2024 Kleinová prozradila, že jí byla diagnostikována rakovina prsu a 3. dubna podstoupila vážnou operaci.